# Děkanát Jeseník

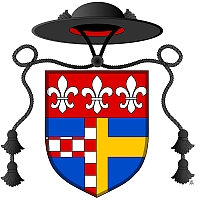
Znak děkanátu Jeseník

Děkanát Jeseník je územní část ostravsko-opavské diecéze s centrem v Jeseníku. Tvoří jej 27 římskokatolických farností. Funkcí děkana je pověřen P. Stanislav Kotlář, farář v Jeseníku, místoděkanem je P. Jiří Urbánek, farář v Mikulovicích.

## Seznam farností
| Farnost                | Správce                                               | Další duchovní ve farnosti                                                 | Farní kostel                    |
| ---------------------- | ----------------------------------------------------- | -------------------------------------------------------------------------- | ------------------------------- |
| Bernartice u Javorníka | administrátor excurrendo, Vidnava                     |                                                                            | sv. Petr a Pavel                |
| Bílá Voda              | P. Mgr. Jozef Florek                                  |                                                                            | Navštívení Panny Marie          |
| Bílý Potok             | administrátor excurrendo, Bílá Voda                   |                                                                            | sv. Vavřinec                    |
| Černá Voda             | administrátor excurrendo, Jeseník (Jiří Marek Kotrba) |                                                                            | Panna Maria                     |
| Česká Ves              | administrátor excurrendo, Jeseník                     | Mgr. Josef Liberda, trvalý jáhen                                           | sv. Josef                       |
| Dolní Domašov          | administrátor excurrendo, Lipová-lázně                |                                                                            | sv. Tomáš                       |
| Horní Domašov          | administrátor excurrendo, Lipová-lázně                |                                                                            | sv. Jan Křtitel                 |
| Javorník ve Slezsku    | P. Mgr. Tomasz Salaga, SDS                            |                                                                            | Nejsvětější Trojice             |
| Jeseník                | P. Mgr. Stanislav Kotlář, děkan                       | P. Mgr. Jiří Marek Kotrba, farní vikář                                     | Nanebevzetí Panny Marie         |
| Kobylá nad Vidnavkou   | administrátor excurrendo, Vidnava                     |                                                                            | sv. Jáchym                      |
| Lipová-lázně           | administrátor P. Waldemar Woźniak OT                  |                                                                            | sv. Václav                      |
| Mikulovice             | P. Ing. Mgr. Jiří Urbánek                             |                                                                            | sv. Mikuláš                     |
| Ondřejovice            | administrátor excurrendo, Zlaté Hory                  |                                                                            | sv. Martin                      |
| Písečná                | administrátor excurrendo, Mikulovice                  |                                                                            | sv. Jan Křtitel                 |
| Skorošice              | administrátor excurrendo, Bílá Voda                   |                                                                            | sv. Martin                      |
| Stará Červená Voda     | administrátor excurrendo, Jeseník (Jiří Marek Kotrba) |                                                                            | Boží Tělo                       |
| Supíkovice             | administrátor excurrendo, Jeseník (Jiří Marek Kotrba) |                                                                            | sv. Hedvika                     |
| Široký Brod            | administrátor excurrendo, Mikulovice                  |                                                                            | Povýšení svatého Kříže          |
| Travná                 | administrátor excurrendo, Bílá Voda                   |                                                                            | Neposkvrněné početí Panny Marie |
| Uhelná                 | administrátor excurrendo, Javorník                    |                                                                            | sv. Kateřina                    |
| Vápenná                | P. Mgr. Marcin Jarosław Sławicki                      |                                                                            | sv. Filip, jáhen                |
| Velké Kunětice         | administrátor excurrendo, Jeseník (Jiří Marek Kotrba) |                                                                            | Panna Maria Sněžná              |
| Vidnava                | P. Mgr. Miroslav Kadlec                               |                                                                            | Kateřina Alexandrijská          |
| Vlčice                 | administrátor excurrendo, Bílá Voda                   |                                                                            | sv. Bartoloměj                  |
| Zálesí                 | administrátor excurrendo, Javorník                    |                                                                            | sv. Barbora                     |
| Zlaté Hory             | P. dr Bartłomiej Dariusz Blaszka                      | P. ThLic. Mariusz Rafał Jończyk, rektor poutního místa Panny Marie Pomocné | Panna Maria                     |
| Žulová                 | administrátor excurrendo, Vápenná                     |                                                                            | sv. Josef                       |

Stav k 1. červnu 2021.

## Historie
Území děkanátu bylo historicky součástí vratislavské diecéze, po druhé světové válce bylo od roku 1947 součástí její těšínské administratury. V roce 1977 se stalo součástí olomoucké arcidiecéze, z níž bylo vyčleněno při vytvoření ostravsko-opavské diecéze v roce 1996.